# وزاعیه (یمن)
 وزاعیه  به عربی ( الوُزاعِیة ) دهستان کوچکی از توابع استان تَعِز در کشور یمن و در شبه جزیره عربستان واقع می‌باشد. این روستا درناحیهٔ (قضاء الحجریة) و در ۹۴ کیلومتری شمال تعز واقع شده‌است.

## جمعیت
جمعیتش در حدود ۵۶۱ نفر می‌باشد. آثار باستانی متعددی در این روستا وجود دارد. ساکنان این دهستان از اهل سنت از شاخه شافعی هستند.

## روستاها
روستاهای توابع این دهستان:
- روستای الشقیرة
- روستای مَصران
- روستای القاسَمِیَة
- روستای المشاولة
- روستای الظریقة
- روستای الأحَیون
- روستای البوکر

## منبع
- استاد.دکتر: الجرو، سعید، اسمهان، (دراسات فی التاریخ الحضاری للیمن القدیم)، دار الکتاب الحدیث، چاپ عدن، ۲۰۰۳ میلادی به (عربی).